# 朝阳山站
朝阳山站，位于中华人民共和国山东省青岛市黄岛区东岳东路地下，是青岛地铁13号线的地铁车站。

## 沿革
- 2015年2月，青岛地铁13号线一期工程开工，地铁车站土建开始。[參⁠ 1]
- 2018年9月1日，13号线开始空载试运行。[參⁠ 2]
- 2018年12月26日，青岛地铁13号线井冈山路站至董家口火车站区间通车，该站正式启用。

## 车站结构

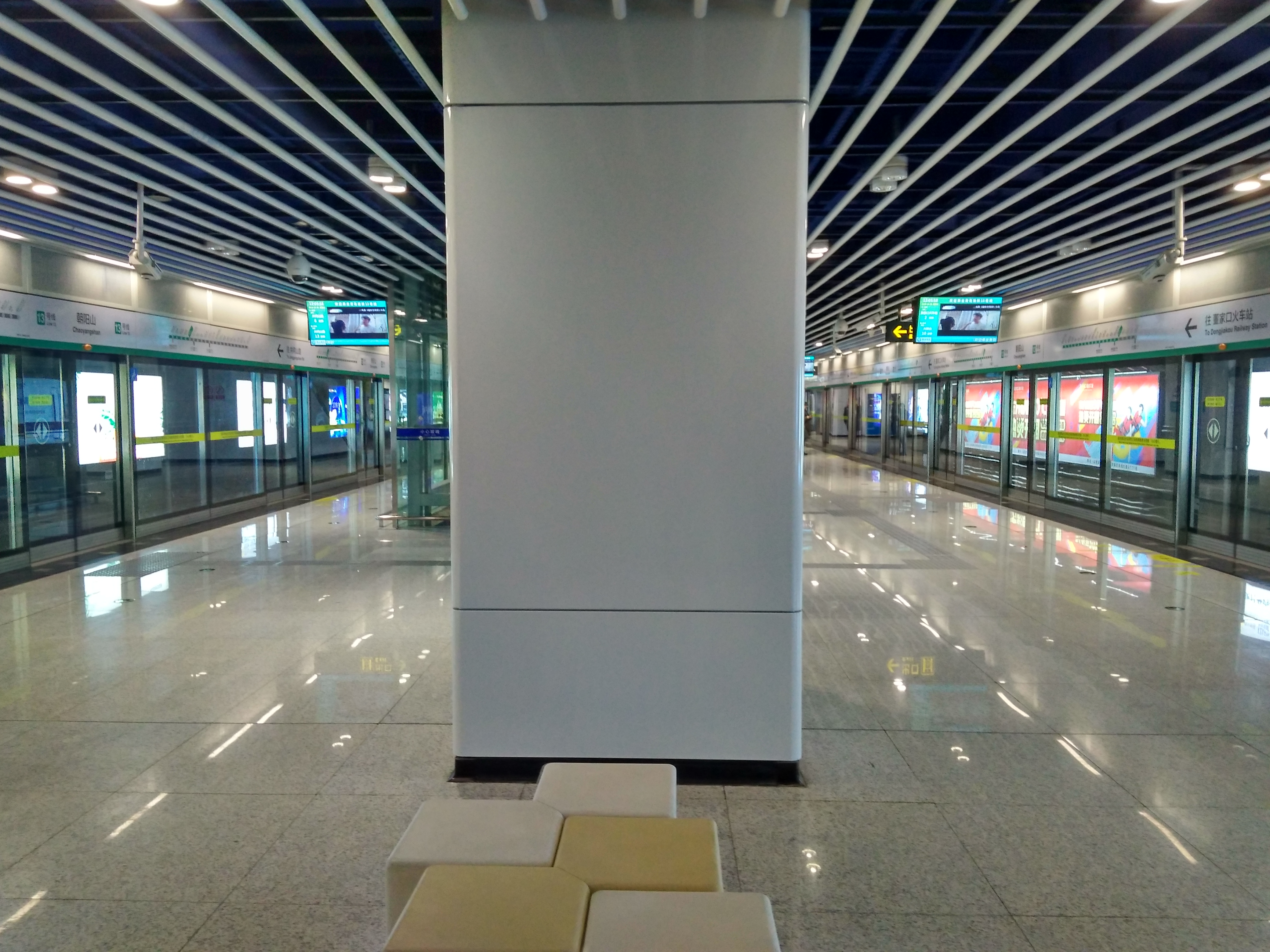
朝阳山站站台

青岛地铁13号线经过此站时近似东西走向，沿薛泰路伸展。
朝阳山站是地下两层车站，12米岛式站台，车站主体长233.5米，标准段宽20.7米（不含围护结构），有效站台长80米。
车站采用明挖法施工，设4个出入口、2组风亭，分别位于薛泰路两侧。

### 楼层分布
| G                 | 地面 | 出入口 |
| B1                | 站厅 | 服务中心、自动售票 |
| B2                | 站台 | \| \| \| 西海岸快线往董家口火车站（辛屯） \| \| 島式 · 開左邊车门 \| \| \| \| \| \| 西海岸快线往嘉陵江西路（学院路） \| |
|                   |      | 西海岸快线往董家口火车站（辛屯）                                                                                        |
| 島式 · 開左邊车门 |      | |
|                   |      | 西海岸快线往嘉陵江西路（学院路）                                                                                        |

### 出入口
|                     |                |                    |      |
| 编号                | 指示           | 建议前往的目的地   | 图片 |
| A · 出口 · （设有） | 东岳东路（北） | 朝阳山             |      |
| B · 出口            | 东岳东路（北） | 金凤凰路           |      |
| C · 出口            | 东岳东路（南） | 融创公馆、金凤凰路 |      |
| D · 出口            | 东岳东路（南） | 融创茂、滨海大道   |      |
| 图例： 设有         |                |                    |      |

## 接驳交通
- 分布于周边的公交车站，包括以下路线的停靠站点：黄岛西5路、黄岛60路、黄岛213路、黄岛305路、黄岛806路